# 保德军
保德军，北宋时设置的军。
景德元年（1004年）以定羌军改置，治所在今山西省保德县，属河东路。辖境相当今山西省保德县一带。金朝大定二十二年（1182年）升为州。